# Vicente Segrelles
Vicente Segrelles (Barcelona, 9 de setembro de 1940) é um pintor e autor espanhol de histórias em quadrinhos.
Em 1980, atraído pelas histórias em quadrinhos, cria para a revista Cimoc um personagem que lhe dará projeção internacional e a admiração do cineasta Federico Fellini: O Mercenário.
Em 1991 cria uma nova série em quadrinhos, Sheriff Pat, desenhada num estilo cartunesco. Bem menos ambiciosa que O Mercenário, Sheriff Pat é uma debochada comédia que satiriza os quadrinhos e filmes de faroeste. Já foram publicados dois volumes com as histórias deste personagem, sendo que nenhum deles foi traduzido para a língua portuguesa até o momento.